# Türschwellen-Effekt
Der Türschwellen-Effekt (auch Türrahmen-Effekt, engl. Doorway Effect) beschreibt das Phänomen, sich nach dem Überschreiten einer Türschwelle plötzlich nicht mehr an Dinge erinnern zu können, die man kurz zuvor noch erledigen wollte.

## Beschreibung
Geht jemand durch eine Tür und betritt einen neuen Raum, so nimmt das menschliche Gehirn dies als eine Grenzüberschreitung wahr und sortiert die Erinnerungen neu mit der Konsequenz, dass die ursprüngliche Handlungsabsicht vergessen wird. Dieses Phänomen ist wissenschaftlich belegt und ist sozusagen eine Mini-Amnesie.
Der Grund dafür ist, dass das Gehirn neue Ereignisse in den Vordergrund stellt, wodurch vorangegangene Erfahrungen als unwichtiger erachtet und somit vergessen werden. Auch eine Gesprächsunterbrechung wird als ein solches neues Ereignis wahrgenommen und lässt die Gedanken des ursprünglich beabsichtigten Gesprächsverlaufs vergessen.
Zusammengefasst lässt sich also feststellen, dass beim Türschwellen-Effekt alte Informationen verdrängt werden, um Platz für neue zu schaffen.

## Experimentelle Forschung
Der Psychologe Gabriel Radvansky von der US-amerikanischen University of Notre Dame im US-Bundesstaat Indiana erforschte dieses Phänomen und veröffentlichte 2011 im Quarterly Journal of Experimental Psychology Ergebnisse seiner Experimente.
In einem Computerspiel wurden Probanden durch verschiedene Räume geschickt. Dort lagen auf Tischen unterschiedliche Gegenstände, die sie mitnehmen konnten. Allerdings sahen sie die Gegenstände nicht mehr, sobald sie diese in die Hand genommen haben. Immer wieder wurden Probanden gefragt, welches Objekt sich gerade in ihrer Hand befindet. Wenn sie kurz zuvor eine Türschwelle überschritten haben, konnten sie sich schlechter erinnern als zu dem Zeitpunkt, als sie noch in dem Raum waren, den sie gerade verlassen hatten.
Das Experiment wurde sowohl in virtuellen als auch in realen Räumen durchgeführt. Bei beiden Situationen kamen die Forschenden zum selben Ergebnis.

## Schlussfolgerungen
Die Ergebnisse der Experimente zeigten Folgendes:
- Das Gehirn speichert Informationen als in sich abgeschlossene Episoden ab. Wenn beim Übertritt von einem Raum zum nächsten eine neue Episode beginnt, wird die vorherige Information aussortiert.
- Die Rückkehr in den jeweils vorigen Raum ist nicht unbedingt mit einer Rückkehr der Erinnerung verbunden. Jedoch ist es durchaus möglich, dass nach einer gewissen Zeit der Entspannung die Erinnerung zurückkommen wird.[3]

## Abgrenzung zu neurologischen Erkrankungen
Der Türschwellen-Effekt tritt im Alltag sehr häufig auf, hat jedoch nichts mit kognitivem Abbau oder gar Demenz zu tun. Auch Stressfaktoren spielen hierbei keine Rolle. Es handelt sich vielmehr um eine Beeinträchtigung des Aufmerksamkeitsprozesses und damit um ein natürliches neurologisches Phänomen, das selbst bei Menschen mit herausragenden Gedächtnisleistungen auftreten kann. Umgehen lässt sich der Effekt durch Konzentration auf eine einzige Aufgabe und Vermeidung von Ablenkungen.

## Ursprünge in der evolutionären Entwicklung
Entwicklungsgeschichtlich betrachtet ist der Türschwellen-Effekt ein Relikt aus der evolutionären Vergangenheit. Die Menschen waren gezwungen, jedem Szenario, das sie durchquerten, wie etwa Höhlen, Ebenen und Wälder, ihre volle Aufmerksamkeit zu schenken. Es war für sie überlebenswichtig, überall auf lauernde Gefahren vorbereitet zu sein.